# Hoa hồng thép
Hoa hồng thép là một bộ phim truyền hình được thực hiện bởi Công ty DOPTV do Nguyễn Thành Vinh làm đạo diễn. Phim phát sóng vào lúc 19h00 hàng ngày bắt đầu từ ngày 1 tháng 5 năm 2018 và kết thúc vào ngày 6 tháng 7 năm 2018 trên kênh TodayTV.

## Nội dung
Hoa hồng thép xoay quanh 4 cô gái trẻ: Hồng (Thủy Phạm), Ngân (Phan Thị Mơ), Nga (Phi Huyền Trang) và Sen (Huỳnh Kim Khánh). Họ cùng xuất phát điểm được tuyển chọn vào lớp cảnh sát cơ động đặc biệt đầu tiên của trường cảnh sát. Bốn cô gái với bốn tính cách khác nhau đã tạo nên nhiều tình huống dở khóc dở cười khi cùng ngồi học trong lớp cơ động đặc biệt.

## Diễn viên
- Phan Thị Mơ trong vai Ngân[5][6]
- Phạm Nhật Bu trong vai Lợi
- Thủy Phạm trong vai Hồng
- Hiếu Nguyễn trong vai Trần Khang
- Khôi Trần trong vai Trọng
- Huỳnh Kim Khánh trong vai Sen
- Trần Minh trong vai Ông Tư
- Phi Huyền Trang trong vai Nga
- Quách Ngọc Tuyên trong vai Khiên

Cùng một số diễn viên khác....

## Ca khúc trong phim
Bài hát trong phim là ca khúc "Lặng lẽ hoa hồng" do Phạm Hữu Tâm sáng tác và Ngọc Liên thể hiện.

## Giải thưởng
| Năm  | Giải thưởng   | Hạng mục                                     | (Người) đề cử | Kết quả   | Tham khảo |
| ---- | ------------- | -------------------------------------------- | ------------- | --------- | --------- |
| 2018 | Giải Mai Vàng | Nữ diễn viên truyền hình                     | Phan Thị Mơ   | Đề cử     | [ 7 ]     |
| 2018 | Ngôi Sao Xanh | Nữ diễn viên truyền hình được yêu thích nhất | Phan Thị Mơ   | Đoạt giải | [ 8 ]     |
| 2018 | Ngôi Sao Xanh | Nam diễn viên truyền hình xuất sắc nhất      | Hiếu Nguyễn   | Đề cử     | [ 9 ]     |
| 2018 | Ngôi Sao Xanh | Phim truyền hình xuất sắc nhất               | —             | Đề cử     | [ 9 ]     |